# Quba
|  | Per a altres significats, vegeu «Kanat de Quba». |

Quba, Kubba, Kuba, Guba, Kuwa o Qubba és una ciutat de l'Azerbaidjan, capital del districte (rayon) del mateix nom.
El districte té una superfície de 7000 km² i limita al nord el riu Samur, a l'oest el rayon de Samur (Daguestan), al sud amb les muntanyes Shahdagh (4.252 metres al seu punt més alt) i Bababagh (3.627 metres) que separa el districte del de Shamaka.; al sud-est el rayon de Bakú, i a l'est la mar Càspia. La regió natural entre la plana i la muntanya s'anomena Djaf (o Jaf); la plana entre els rius Yalama i Belbele s'anomena Muskur; just al sud se situa la comarca de Shabaran. Altres comarques són Barmak (que porta el nom pel barmàquides que s'hi van refugiar sota Harun ar-Raixid), Shishpara, Tip, Khinalugh, Bodugh, Yukhari-bash, Sirt, Anakh-dara i Kabistan. La població del districte era el 1896 de 175.000 habitants dels quals 36,7% tats parlants del tati, 25% d'àzeris, 24% muntanyesos kura o kurins i 8% altres muntanyesos com els khinalug, els djek, els kriz, i els budugh.
La regió forma part de l'Albània del Caucas; en època musulmana forma part del Xirvan. Shabaran, avui només unes ruïnes a la riba del riu Kulhan (en rus Gilkhin) fou un centre important poblat de cristians abans que Shamaka arribés a capital del Xirvan. A la riba del Kulhan encara hi ha una muralla entre la mar i les muntanyes Baba Dagh. La ciutat de Qubba (després Quba) fou fundada el 1750 a la riba dreta del Kudayl (a la riba esquerra hi ha el barri jueu de Qırmızı Qəsəbə). A la desembocadura del riu hi ha la rada de Nisabad (rus Nizovaya). A la rodalia hi ha la tomba del xirvanxah Kawus ibn Kaykubad (mort el 1373).
Fou kanat independent del 1680 al 1816 (vegeu Kanat de Quba) i llavors unit a Rússia a la província de Xirvan (del que fou un districte). Des de 1919 va quedar dins l'Azerbaidjan sota diferents governs, que després del 1921 foren dependents de la Unió Soviètica. El 1991 Azerbaidjan va esdevenir independent.